# Alice Moore McComas
Alice Moore McComas (18 de junho de 1850 – 19 de dezembro de 1919) foi uma autora norte-americana, editora, professora, reformadora e sufragista. Ela foi uma sufragista pioneira na Califórnia, e serviu como presidente, em Los Angeles, da Associação Igualdade de Sufrágio. Durante as várias campanhas pelo sufrágio, McComas contribuiu com artigos para mais de setenta jornais e revistas, e ela era bem conhecida em todo o ocidente como uma educadora e professora. Ela foi credenciada com o facto de ser a primeira mulher a conduzir um departamento de mulheres em um jornal, na Califórnia, e a primeira mulher a dirigir uma reunião de ratificação de um estado republicano. Ela foi uma das primeiras organizadoras da Livre Associação de Jardins de Infância e de clubes para as mulheres que trabalham, e foi destaque em muitos movimentos para o bem-estar cívico. Ela foi Editor Associado do Diário Familiar da Califórnia e autora de vários livros, entre eles "As Mulheres da Zona do Canal" e "Sob as Pimentas". McComas contribuiu esboços de viagens para várias revistas.